# 畠山泰國
畠山泰國（日语：／ Hatakeyama Yasukuni，？—？）是日本鎌倉時代前期武士，鎌倉幕府御家人，足利氏一門畠山氏，足利義純的三子。

## 生涯
由於泰國的母親、北條時政的女儿是畠山重忠的未亡人，後來她才改嫁足利義純，因此泰國繼承了畠山氏，與此同時其異母兄則分別繼承了岩松氏和田中氏。雖然泰國是源姓畠山氏的第2代當主，但是由於其父義純未有改稱自己為畠山義純，因此泰國可以說是實際上的初代當主。
泰國的名諱中的｢泰｣字是來自表兄弟北條泰時。由於泰國是北條氏的女婿，因此獲得鎌倉幕府重用，他在美濃的領地由其子畠山義生繼承，這支美濃畠山氏後來轉到日向發展為日向畠山氏。雖然實際死亡時期不明，但是在建長年間為止仍然有泰國與其子畠山時國一同出仕於幕府的紀錄，家督之位後來亦由時國繼承。